# Йонинас, Антанас (старший)
Анта́нас Йони́нас (лит. Antanas Jonynas; род. 14 декабря 1923, Алитус — 5 июля 1976, Вильнюс) — литовский поэт, сатирик, работник печати, один из руководителей Общества слепых Литовской ССР; заслуженный деятель культуры Литовской ССР (1973), лауреат Государственной премии Литовской ССР (1974); отец поэта Антанаса А. Йонинаса.

## Биография
Родился в Алитусе в семье железнодорожников. В 1933—1940 годах учился в Алитусской гимназии. В 1940 году после тяжёлой болезни утратил зрение. В 1944 году окончил Каунасскую учительскую семинарию. В 1944—1946 годах учился в Вильнюсском государственном университете, в 1951—1952 годах — в Институте мировой литературы имени М. Горького. 
С 1949 года член Союза писателей Литвы. Был первым незрячим, принятым в Союз писателей.
В 1944—1951, 1952—1954 и 1962—1963 годах был председателем правления Общества слепых Литовской ССР, в 1963—1964 годах — директор издательства Общества слепых. 
В 1954—1962 годах (с перерывами) работал в редакциях еженедельной газеты Союза писателей Литвы „Literatūra ir menas“ и ежемесячного литературного журнала „Pergalė“. В 1958—1959 годах был редактором журнала для школьников „Moksleivis“.
Кандидат в ЦК Коммунистической партии Литвы в 1958—1959 годах. В 1954—1965 и с 1970 год член правления Союза писателей Литвы (в 1959—1965 годах член президиума правления Союза писателей, в 1965—1970 — член ревизионной комиссии). В 1969—1970 годах консультант по поэзии Союза писателей Литвы.
Умер в Вильнюсе 5 июля 1976 года. Похоронен на Антокольском кладбище.

## Творчество
Дебютировал в печати стихотворениями в 1942 году. Первая книга „Kovotojų dainos“ вышла в 1949 году. 
В сборниках стихотворений „Kovotojų dainos“ (1949), „Kad klestėtų žemė“, (1952), „Apmąstymai“ (1957), „Pasiryžimo metas“ (1973), „Su širdies mandatu“, (1978) преобладают ораторский стиль и воспевание советской действительности, дружбы народов, прославление Коммунистической партии, Октябрьской революции, героев Великой Отечественной войны. Автор рифмованного письма Сталина „Laiškas vadui“ (1950), стихотворных очерков и репортажей (сборник „Pavasarėjančiais arimais“, 1957; совместно с Юозасом Мацявичюсом).
Писал сатирические стихотворения (сборник „Pernykštis sniegas“, 1957; совместно с Костасом Кубилинскасом), сатирические повести („Paskutinė vakarienė“, 1962; „Žinok, ką pasakys vyriausiasis“, 1962, совместно с Юозасом Пожерой; „Šventieji žiedžia puodus“, 1965), произведения для детей и юношества в стихах и прозе.
Автор сценария фильма „Svetimi“ (1962; совместно с Юозасом Пожерой; режиссёр Марийонас Гедрис). 
Занимался литературной критикой (сборник „Prie gyvo šaltinio“, 1978) и публицистикой (сборник „Žmogiškoji reabilitacija“, 1979). Перевёл на литовский язык стихотворения Мусы Джалиля, Александра Безыменского, Евгения Евтушенко, Григория Кановича, Кайсына Кулиева, Владимира Маяковского, Вероники Тушновой. Перевёл на литовский язык историческую эпопею украинского писателя Натана Рыбака «Переяславская рада» (1953—1956, совместно с Юозасом Субатавичюсом и Гедре Юодвальките) и роман Джеймса Олдриджа «Дипломат» (1959, совместно с Э. Кирмонтайте).
На стихи Йонинаса написаны песни, кантаты. Поэзия Антанаса Йонинаса переводилась на армянский, башкирский, белорусский, польский, русский, украинский, эстонский языки и в переводах публиковались преимущественно в периодической печати и сборниках.

## Книги
- Kovotojų dainos. Eilėraščiai. Vilnius: Valstybinė grožinės literatūros leidykla, 1949. 58 p.
- Draugui Stalinui. Telšių v. kolūkio „Lenino kelias“ rinkėjų laiškas. Laišką eilėmis surašė poetai: A. Jonynas, J. Macevičius. Vilnius: Tiesa, 1950. 30 p.
  - Laiškas vadui. Vilnius: Valstybinė grožinės literatūros leidykla, 1951; 1952
- Kad klestėtų žemė. Eilėraščiai. Vilnius: Valstybinė grožinės literatūros leidykla, 1952. 99 p.
- Išvažiuojam. Eiliuotas pasakojimas vaikams. Vilnius: Valstybinė grožinės literatūros leidykla, 1956. 19 p.
- Apmąstymai. 3-joji lyrikos knyga. Vilnius: Valstybinė grožinės literatūros leidykla, 1957. 127 p.
- A. Jonynas, J. Macevičius. Pavasarėjančiais arimais. Lyrinės apybraižos ir reportažai. Vilnius: Valstybinė grožinės literatūros leidykla, 1957. 90 p.
- A. Jonynas, K. Kubilinskas. Pernykštis sniegas. Satyra ir humoras. Vilnius: Valstybinė grožinės literatūros leidykla, 1957. 165 p.
- Erškėtrožė. Eilėraščiai vaikams. Vilnius: Valstybinė grožinės literatūros leidykla, 1959. 72 p.
- Paskutinė vakarienė. Satyrinė apysaka. Vilnius: Valstybinė grožinės literatūros leidykla, 1962. 135 p.
- A. Jonynas, J. Požėra. Žinok, ką pasakys vyriausiasis. Satyrinė apysaka. Vilnius: Valstybinė grožinės literatūros leidykla, 1962. 78 p.
- Ateina įkvėpimas. Lyrika. Vilnius: Vaga, 1965. 271 p.
- Laimės ratas. Vilnius: Vaga, 1965. 265 p.
- Šventieji žiedžia puodus. Satyrinė apysaka. Vilnius: Vaga, 1965. 215 p.
- Protingojo princo klajonės. Vilnius: Vaga, 1967. 100 p.
- Puodai savo vietose. Satyra ir humoras. Vilnius: Vaga, 1969. 429 p.
- Pasiryžimo metas. Eilėraščiai. Vilnius: Vaga, 1973. 159 p.
- Žmogaus širdis, kareivio širdis. Vilnius: Vaga, 1974. 405 p.
- Juokingos epitafijos. Vilnius: Vaga, 1975. 189 p.
- Su širdies mandatu. Vilnius: Vaga, 1978. 120 p.

### На русском языке
- А. Йонинас, Ю. Мацявичюс. Письмо вождю. Авторизованный перевод. Вильнюс: Гослитиздат, 1951. 41 с.
- Последняя вечеря. Сатирическая повесть. Пер. С. Васильев. Вильнюс: Вага, 1970. 157 с.

## Награды и звания
- 1973 — Заслуженный деятель культуры Литовской ССР
- 1974 — Государственная премия Литовской ССР (за книгу стихов «Pasiryžimo metas»)
- ? — Орден Ленина

## Память
В 1989 году в Алитусе открыт мемориальный музей Антанаса Йонинаса. Его именем названа одна из улиц в Алитусе. Школа слепых и слабовидящих в Вильнюсе носит имя Йонинаса. 